# 더 킹 오브 파이터즈
《더 킹 오브 파이터즈》(The King of Fighters, 약칭 KOF)는 일본 개발사인 SNK가 제작한 대전 격투 게임 시리즈이다. SNK가 제작한 게임 시리즈의 주인공들이 총출동해 3:3 팀으로 격투를 벌인다는 크로스오버 설정에서 출발해, 1994년 첫 작품 《더 킹 오브 파이터즈 '94》부터 시작해, 2003년의 《더 킹 오브 파이터즈 2003》까지 매년에 한 편씩 신작을 출시했고, 그 이후부턴 연도 대신 번호를 붙여 본편을 제작해 2016년의 《더 킹 오브 파이터즈 XIV》까지 출시됐다.
《용호의 권》과 《아랑전설》 등 기존 SNK의 격투 게임 시리즈와, 《사이코 솔저》, 《이카리 워리어즈》와 같은 액션 게임의 등장인물들이 플레이어 캐릭터로 등장하며, 주로 세 작품씩 엮여 이야기와 시스템이 변하며, 중간에 이야기가 없이 등장인물이 전원참가하는 드림 매치 작품이 나오는 것이 특징이다. 현재는 SNK 플레이모어의 주력 상품으로 변모했으며 사회문화적 영향력을 발휘한 작품이다.

## 게임플레이 요소
최초 《더 킹 오브 파이터즈 '94》에서는 기존 SNK의 게임 시스템인 공격게이지 모으기, 초필살기가 그대로 나왔으며 여기에 아랑전설 2의 로렌스 블러드가 사용하던 공격 회피하기라는 시스템이 이식되어 발매되었다.
기존의 대전 격투 게임이 1:1로 3판 2선승제를 규정으로 하고 있는 것과는 달리 KOF는 월드 히어로즈 제트의 조별리그 방식에 아이디어를 얻어 1인 선택이 아닌 팀 선택으로 플레이어의 유닛을 변경하게 되었으며 이에 따라 3명 대 3명의 단체전 격투 경기의 형태를 띠게 되었다. 이런 규칙으로 인해 한 번 패배한 캐릭터는 해당 라운드에서는 다시 사용하지 못한다. 이 때문에 매 라운드 마다 자신에게 주어진 3명의 캐릭터들의 순서를 정하는 것 역시 게임 실력 못지 않게 중요한 요소로 자리 잡게 되어 캐릭터의 순서만 잘 정해도 상당히 유리한 판이 짜여지게 되었다. 그래서 일반적으로 필살기가 부실하고 기본기가 탄탄한 캐릭터(예를 들면 랄프 존스)나 기를 잘 모으는 캐릭터(예를 들면 야가미 이오리)를 1번 주자로 놓고 체력이 조금만 남은 적을 빨리 죽일 수 있는 캐릭터(예를 들면 하이데른)을 2번 주자로 놓고 초필살기가 탄탄한 캐릭터(예를 들면 료 사카자키)를 3번 주자로 놓는 것을 거의 정석으로 보고 있다.
실력 차가 커서 혼자 상대팀 3명을 모두 이기면 스트레이트라 하여 추가로 점수가 지급되는데 퍼펙트 승리 1번 당 10,000점이며 스트레이트를 달성하면 20,000점이 부여된다. 때문에 아예 단 한 번의 데미지도 없이 3번 모두 퍼펙트에 스트레이트 승리를 하면 이 보너스 점수는 50,000점을 얻게 된다.
또한 3명을 선택하는 것이기 때문에 2명을 자신이 잘하는 캐릭터로 선택하고 나머지 1명은 매츄어나 바이스처럼 외모가 빼어난 캐릭터를 선택하는 경우도 있다.
최종보스는 기본적으로 단 1명만 나오지만 그 대신 엄청나게 뛰어난 인공지능으로 인한 매우 높은 난이도와 더불어 공격력, 방어력, 체력이 모두 1.5배 상승되어 나온다. 단 게임 자체보다 시나리오에 더욱 비중을 둔 《더 킹 오브 파이터즈 '97》만은 예외로 최종보스인 오로치의 인공지능을 고의로 낮게 설정해 놓았다. 물론 공격력, 방어력, 체력이 1.5배인 것은 변함이 없다.
《더 킹 오브 파이터즈 '99》에선 기존 3:3 대인전에 공격 한 번 해주고 다시 퇴장하는 스트라이커 1명을 추가한 4:4 대전 시스템이 도입됐고, 《KOF 2001》에선 스트라이커 인원수를 조절할 수 있게 했으며 이 과정에서 캡콤과 콜라보레이션을 해서 만든 게임인 《캡콤 VS SNK》의 레이셔 시스템을 도입해서 플레이어 1명 스트라이커 3명의 경우 플레이어의 레이셔는 4가 되지만 반대로 모두 플레이어가 되면 각 플레이어마다 레이셔가 1이 되는 시스템으로 만들었으나, 《KOF 2002》부터는 기존의 3:3 대전 방식으로 회귀했다. 2003년, 10번째 작품 더 킹 오브 파이터즈 2003을 개발했는데 여기에는 선수 교체 시스템과 리더 필살기 시스템을 도입했다. 선수 교체는 대전 도중 다른 캐릭터로 바꿔서 플레이할 수 있는데 BC 버튼으로 뒤의 캐릭터와, AD 버튼으로 앞의 캐릭터와 각각 교체할 수 있다. 리더 필살기는 리더로 선택한 단 1명만 해당 캐릭터의 가장 강한 기술을 쓸 수 있는 시스템이다. 주로 랄프 존스의 갤럭티카 팬텀 같이 엄청나게 강한 기술 위주로 구성되어 있다. 그 이후로는 연도를 버리고 대신 번호를 붙여서 그 다음해에는, 더 킹 오브 파이터즈 XI(일레븐)이라는 타이틀로 나왔다. 2D 격투게임뿐 아니라, 3D, 카드게임, 미니게임 등 여러 가지 파생된 게임들을 만들었다.
본디 더 킹 오브 파이터즈를 개발한 SNK측에서는 루갈 번스타인, 매츄어, 바이스, 게닛츠 등 악역 캐릭터들을 한 두 번 정도만 쓰고 버릴 계획이었지만 이 캐릭터들이 되려 인기투표 최상위권을 점령하는 바람에 어쩔 수 없이 '부활'이라는 시나리오를 적용해서 계속 투입 시키고 있다. 심지어 KOF XV에서는 팀으로만 출전하던 매츄어와 바이스를 DLC 캐릭터로 출전 시켰다. 반면 시이 켄수 같이 인기가 없는 캐릭터들은 SNK 측에서 계속 출전을 시키다가 팬들의 반응이 영 좋지 않아 결국 KOF XV에서는 퇴출 처리되고 아사미야 아테나가 사이코 솔저 팀이 아닌 여성 팀으로 들어갔다.

## 역사
| 1994      | 더 킹 오브 파이터즈 '94                  |
| 1995      | 더 킹 오브 파이터즈 '95                  |
| 1996      | 더 킹 오브 파이터즈 '96                  |
| 1997      | 더 킹 오브 파이터즈 '97                  |
| 1998      | 더 킹 오브 파이터즈 '98                  |
| 1999      | 더 킹 오브 파이터즈 '99                  |
| 2000      | 더 킹 오브 파이터즈 2000                 |
| 2001      | 더 킹 오브 파이터즈 2001                 |
| 2002      | 더 킹 오브 파이터즈 2002                 |
| 2003      | 더 킹 오브 파이터즈 2003                 |
| 2004      | 더 킹 오브 파이터즈: 맥시멈 임팩트       |
| 2004      | 더 킹 오브 파이터즈 '94 리바웃           |
| 2005      | 더 킹 오브 파이터즈 XI                   |
| 2005      | 더 킹 오브 파이터즈 네오웨이브           |
| 2006      | 더 킹 오브 파이터즈: 맥시멈 임팩트 2     |
| 2007      |                                          |
| 2008      | 더 킹 오브 파이터즈 '98 얼티밋 매치      |
| 2009      | 더 킹 오브 파이터즈 XII                  |
| 2009      | 더 킹 오브 파이터즈 2002 언리미티드 매치 |
| 2010      | 더 킹 오브 파이터즈 XIII                 |
| 2011–2015 |                                          |
| 2016      | 더 킹 오브 파이터즈 XIV                  |
| 2017–2021 |                                          |
| 2022      | 더 킹 오브 파이터즈 XV                   |

### 본편 게임
최초 작품 《더 킹 오브 파이터즈 '94》은 1994년 8월 25일에 출시됐다. 기존 SNK의 게임 시스템인 공격게이지 모으기, 초필살기가 그대로 나왔으며 여기에 《아랑전설 2》에서 있었던 공격 회피 시스템이 도입되어 발매되었다. 무엇보다 3:3 대결이라는 새로운 대결방식으로 나와 당시 1VS1 게임과는 사뭇 다른 양상을 제공해주었다. 이 게임이 크게 성공하면서 이후 《KOF》 게임들이 연간 단위로 제작되는 계기를 제공했다.
다음작 《더 킹 오브 파이터즈 '95》에서는 자신의 팀을 이루는 3명의 캐릭터를 팀에 상관없이 자유롭게 선택할 수 있는 '팀 에디트' 시스템을 도입하여 유동적인 매치 조합을 구현했다. 시스템은 전작과 큰 차이는 없으나 회피 이후 공격이 추가되었다. 그리고 이 작부터 악마 오로치의 부활에 대항하는 '오로치 사가' 이야기를 시작했다. 《더 킹 오브 파이터즈 '96》는 시스템으로는 제자리에서 공격을 회피하는 시스템을 없애고 전방, 후방구르기라는 개념을 도입해선 이후 현재까지의 KOF 시스템의 초석이 되었다. 그러나 짧은 시간에 그래픽을 포함해 많은 것을 바꾸면서 완성도가 비교적 떨어지는다는 의견을 들었다. 《더 킹 오브 파이터즈 '97》에서부턴 커맨드 입력이 많이 너그러워지면서 접근성도 높아졌다. 플레이어가 버튼을 눌러 게이지를 모으던 기존의 시스템인 엑스트라 모드와 함께 공격시에 자동으로 게이지가 모이는 스톡 시스템인 어드밴스트 모드를 택일하여 즐길 수 있도록 했다. 오로치와 쿠사나기, 쿠시나다 등 백 스토리 라인이 완전히 추가되었다. 캐릭터는 기존의 인기 캐릭터와 오리지널 캐릭터가 참전했고 부가적으로 일본 현지에서 팬 투표로 통해 뽑힌 스페셜 팀(야마자키, 블루 마리, 빌리 칸)이 추가되었다. 각성 오로치 팀, KOF94 쿄 등, 같은 기본기를 공유하면서 필살기만 다른 어나더 형태의 캐릭터가 최초로 등장한 시리즈이다. 《더 킹 오브 파이터즈 '98》는 3년간 진행된 오로치 시나리오가 종료되고 이야기가 없이 출시된 '드림 매치' 작품이며, 기존에 삭제되었던 캐릭터가 새로이 추가되었으며, 시리즈 최초의 보스였던 루갈 번스타인이 다시 등장하게 되었다. 《KOF '97》의 인터페이스를 거의 그대로 계승하고 있고 시스템 역시 어드밴스드, 엑스트라 모드를 개량했고, 《KOF '97》에서 도입된 어나더 계열의 캐릭터가 본격적으로 추가되어 많은 캐릭터를 '96 이전의 성능이나 다른 성능으로 사용해볼 수 있게 되었다. 96부터 바뀐 새로운 시스템의 기반을 다졌으며 오랫동안 인기를 누렸다.
《더 킹 오브 파이터즈 '99》에선 주인공의 교체와 더불어 새로운 시즌을 표방했다. 3:3 격투 스타일은 유지하되 캐릭터는 4명을 선택하여 스트라이커라는 도움 캐릭터를 별개로 설정하는 독특한 4:4 시스템을 도입했다. 98까지 존재하던 어드밴스드와 엑스트라 모드를 혼합하여 개량한 시스템을 적용하였으며, 기존의 MAX모드발동 시스템 역시 개량을 거쳐 카운터모드, 아머모드라는 두가지 형태로 갈라지게 되었다. K'라는 신 캐릭터가 주인공으로 등장한다. 이후 KOF'99 에볼루션이라는 이름으로 대폭 개량되어 드림캐스트로 발매됐다. 《더 킹 오브 파이터즈 2000》에선 스트라이커 시스템을 더욱 활용성있게 발전시켰다. 구르기 시스템을 개선했고 카운터 모드와 아머 모드를 한층 강화시켰다. 스트라이커 시스템을 더욱 발전시켜 어나더 스트라이커, 히든 스트라이커 등 한명의 캐릭터당 여러 종류의 스트라이커를 선택할 수 있게 되었으며 SNK의 다양한 캐릭터들이 스트라이커로 대폭 추가되었다. 2D 도트그래픽 연출이 매우 화려해졌으며 배경음악과 더불어 좋은 평을 받았다. 아케이드 버전, 가정용 네오지오 버전에 한해서 SNK가 직접 발매한 마지막 KOF 게임이다. 이후 타기종으로의 이식 및 발매는 플레이모어가 담당했다. 한국에서는 가정용 콘솔 최초로 플레이스테이션 2 버전이 정식 발매되었다. 2001년 말에 발매된 《더 킹 오브 파이터즈 2001》에선 대전 캐릭터와 스트라이커 캐릭터의 숫자를 선택할 수 있는 택티컬 오더 시스템을 도입하여 시리즈 최초로 4:4가 가능해졌다. 스트라이커로 내려간 캐릭터들의 숫자가 많아질수록 최대로 모을 수 있는 파워게이지의 숫자와 길이, 그리고 방어력에 강화 보정이 붙게된다. 전작과 달리 스트라이커를 직접 파워게이지를 소비하여 호출할 수 있게 되었으며 여러명을 호출하여 콤보에 사용할 수 있게 되었다. 한국업체 이오리스가 SNK와 파트너쉽을 맺고 제작 지원을 하였으며 게임 제작은 SNK의 계열사인 브렛쟈 소프트를 중심으로 하여 개발되었다. SNK는 아케이드판의 마지막 로케테스트까지 마치고 도산하였다. SNK 도산후에 아케이드 버전과 가정용 네오지오 버전은 SNK의 계열사였던 선 어뮤즈먼트가 발매를 담당한다. 이후 타기종의 이식 및 발매는 플레이모어가 맡았다. 이오리스의 제작 협력으로 인하여 시리즈 최초로 아케이드 버전부터 한국어를 지원한다. 《더 킹 오브 파이터즈 2002》에서는 다시 스트라이커 없는 정통 3:3 대결로 회귀했다. 다양한 기술들로 캔슬이 가능한 '어디서나 캔슬'이 도입되어 화려한 콤보들이 가능해졌다. 이오리스와의 합작으로 KOF 2001 때보다 이오리스의 참여도가 높아졌다. 《KOF 2001》 때와 마찬가지로 계열사인 브렛쟈 소프트를 주축으로 개발하였으며, SNK의 지적재산권을 이어받은 플레이모어(현 SNK 플레이모어)의 이름으로 제작된 첫 KOF 시리즈이다.
《더 킹 오브 파이터즈 2003》는 KOF 시리즈 중 공식적으로 연도식 넘버링을 마지막으로 사용한 작품이다. 3:3 대결에서 대결 중 캐릭터를 플레이어 마음대로 교체할 수 있는 태그 시스템을 도입하였다. 동시대 SNK 게임 《SVC 카오스》와 《네오지오 배틀 콜로세움》의 영향을 받았다. 애쉬라는 새로운 주인공과 오로치의 힘을 서양의 오로치적인 존재에게 사용하려는 적이 등장하는 스토리 라인은 호평을 받았으나, 밸런스 문제와 버그는 많은 비판을 받았다. 네오지오 MVS 기판으로 제작된 최후의 게임이다. 플레이모어에서 사명을 바꾼 SNK 플레이모어가 발매하였으며, 제작은 브렛쟈 소프트와 선 어뮤즈먼트가 합병한 SNK 플레이모어의 계열사인 SNK 네오지오에서 맡았다. 《더 킹 오브 파이터즈 XI》는 기판이 MVS가 아닌 아토미스웨이브로 2005년에 출시됐다. 멀티 시프트 시스템이 더욱 강화되어 공격 중 캐릭터를 교체하는 퀵 시프트, 공격을 받는 중에 세이빙 시프트, 가드 중 교체하는 가드 캔슬 시프트로 나뉘었다. 그 외에 열심히 공격을 한 플레이어에게 남은 체력과 무관하게 승리를 판정하는 저지먼트 인디케이터나 체력 근성보정치 등이 추가된 시스템을 선보였다. PS2로 발매된 가정용 버전은 많은 컨텐츠가 새로 추가됐다. 《더 킹 오브 파이터즈 XII》은 2008년 5월에 출시됐으며, 그래픽을 완전히 교체했다. 《KOF XI》까지 다듬었던 멀티 시프트 시스템은 버리고 기존의 3:3 경기로 돌아왔다. 높아진 해상도와 연출은 돋보였으나 너무 적은 캐릭터 수와 빈약한 가정용 컨텐츠로 악평을 받았다. 2010년 3월 25일에 발표된 《더 킹 오브 파이터즈 XIII》는 《KOF XII》의 그래픽을 기반으로 과거 시리즈에 가깝게 시스템을 다시 다듬었으며 'HD모드'와 'NEO MAX 초필살기'를 새로이 도입했다. 최초 아케이드 버전 출시후에 플레이스테이션 3, XBOX360으로 버전업 되어 이식되었으며, 이후 아케이드로 KOF XIII 클라이맥스라는 이름으로 다시 이식됐다.
2016년 8월 23일 출시된 《더 킹 오브 파이터즈 XIV》는 본편 시리즈 최초로 3D 그래픽이 사용됐다.

### 다른 게임
2008년에 KOF 시리즈 중 가장 인기가 좋았던 《KOF '98》을 리메이크한 작품 《더 킹 오브 파이터즈 '98 얼티밋 매치》가 발매됐다. 《KOF '94》부터 《KOF '97》까지 KOF에 한 번이라도 등장했던 캐릭터들이 모두 출연해 보스 및 숨겨진 캐릭터를 포함해 총 64명이 등장했다. 게임 모드는 ADVENCED와 EXTRA 외에도 이 둘을 적절하게 합친 ULTIMATE 모드까지 3개의 모드를 선택할 수 있다. 타이토 타입 X 기판으로 아케이드 버전이 최초 출시됐고, 가정용으로는 플레이스테이션 2와 XBOX360으로 이식됐다. 이후 중화권을 겨냥하여 PGM2기판을 사용한 '英雄' 버전이 출시되었고 파이널 에디션이라는 부제를 달고 마지막 튜닝 버전이 아케이드로 출시된다. 나중에 PC용 스팀 플랫폼으로도 이식됐다.
2009년에는 《KOF 2002》를 리메이크한 《더 킹 오브 파이터즈 2002 언리미티드 매치》가 출시됐다. 저작권 관련 문제가 염려되는 기존의 K9999 대신 신캐릭터 NAMELESS가 추가되었다. 《KOF '99》부터 《KOF 2001》까지 등장했던 인물들을 비롯해 출연진은 보스 및 숨겨진 캐릭터를 포함해 총 66명이다. 이 외에 챌린지(노말, 엑스퍼트)모드, 컬러 에디트, 엔드리스 모드 등이 있다. 플레이스테이션 2 전용 소프트로 최초 발매되었고, 이후 각종 버그 수정과 밸런스 조정을 하여 아케이드로 이식됐다. 그 후 XBOX360 다운로드 전용 소프트로 아케이드 버전을 이식하였고, 플레이스테이션 2로 아케이드판의 조정사항을 반영한 Ver.투극 버전을 다시 한번 발매한다. 이후 PC용 스팀으로도 정식 이식되었다.
2012년에 대한민국의 개발사 드래곤플라이와 SNK 플레이모어가 제휴를 통해 개발한 《더 킹 오브 파이터즈 온라인》이 발표됐다. 당초 횡스크롤 액션게임으로 개발하였으나, 이후에 AOS 게임으로 개발방향을 바꿨다. 《KOF》 시리즈에 등장하는 200여개의 캐릭터를 선보일 계획었으나, 2003년 2월 경 오픈 베타 후 개발이 취소됐다.

## 관련 매체

### 출판 매체
1995년, 신교지 다쓰야가 집필한 《더 킹 오브 파이터즈 '94》 기반 만화판이 가도카와 쇼텐 잡지 〈월간 소년 에이스〉에서 1995년 2월 10일부터 1996년 12월까지 연재됐다. 이후 단행본 4권으로 엮어 출판했다.ref>《キングオブファイターズ'９４（1）》. Kadokawa Shoten. ASIN 4047131016.</ref>

### 영상 매체
2005년 12월부터 애니메이션 《더 킹 오브 파이터즈: 어나더 데이》가 2006년 3월까지 온라인으로 개봉되었으며 총 4편의 개별적인 에피소드로 이루어진 웹 애니메이션이다. 2009년에 시리즈에 기반한 영화 《더 킹 오브 파이터즈》가 2009년과 2010년 각각 미국과 캐나다에서 개봉하였으나 흥행에 이르지는 못하였다.